# Eclipse lunar

Animação mostrando todas as fases de um eclipse lunar.

Eclipse lunar é um fenômeno astronômico que ocorre quando a Lua é ocultada totalmente ou parcialmente pela sombra da Terra, em geral, sendo visível a olho nu. Isto ocorre sempre que o Sol, a Terra e a Lua se encontram próximos ou em perfeito alinhamento, estando a Terra no meio destes outros dois corpos. É como se fosse um eclipse solar porém a Terra encobre a Lua nesse caso.
Por isso o eclipse lunar só pode ocorrer quando coincidem a fase de Lua cheia e a passagem dela pelo seu nodo orbital. Este último evento também é responsável pelo tipo e duração do eclipse.

## Fenômeno

Esquema mostrando a posição dos astros durante um eclipse lunar.

Inclinação do plano da órbita lunar em relação ao plano da órbita terrestre.

O eclipse lunar ocorre sempre durante a fase da Lua cheia pois ela precisa estar atrás da Terra, do ponto de vista de um observador no Sol. Como o plano da órbita da Lua está inclinado 5° em relação ao plano da órbita que a Terra realiza ao redor do Sol, nem todas as fases de Lua cheia levam à ocorrência do eclipse.

Relação da passagem da Lua pelos seus nodos e a ocorrência de eclipses lunares e solares.

O eclipse ocorre quando a Lua cheia coincide com a passagem da Lua pelo plano da órbita da Terra. Este ponto onde a órbita da Lua se encontra com o plano da órbita da Terra chama-se nodo orbital. O nodo pode ser classificado como ascendente ou descendente, de acordo com a direção que a Lua cruza o plano.
Ao contrário dos eclipses solares que são visíveis apenas em pequenas áreas da Terra, os eclipses lunares podem ser vistos em qualquer lugar da Terra em que seja noite no momento do eclipse.

## Classificação

Tipos de eclipse de acordo com a passagem pelo nodo descendente. 2 descreve um eclipse penumbral, 3 um eclipse parcial e 4 um eclipse total.

Os eclipses lunares podem ser classificados de acordo com a parte da Lua que é obscurecida pela sombra da Terra, e por qual parte da sombra da Terra ela está sendo obscurecida.
A sombra projetada pela Terra possui duas partes denominadas umbra e penumbra. A umbra é uma região em que não há iluminação direta do Sol e a penumbra é uma região em que apenas parte da iluminação é bloqueada.
Os eclipses penumbrais ocorrem quando a Lua entra na região de penumbra, o que na prática resulta numa variação do brilho da Lua que dificilmente é notada. Se a Lua entra inteiramente na região de penumbra ocorre o raro eclipse penumbral total que pode gerar um gradiente de luminosidade visível, estando a Lua mais escura na região que se aproxima mais da umbra.
Quando a Lua entra na região da umbra, podem ocorrer os eclipses lunares parcial e total. O eclipse parcial ocorre quando apenas parte da Lua é obscurecida pela sombra da Terra e o total, quando toda a face visível da Lua é obscurecida pela umbra. Este obscurecimento total pode durar até 107 minutos e é mais longo quando a Lua está próxima de seu apogeu, ou seja, quando sua distância da Terra é o maior possível.
Um último tipo de eclipse lunar raro é denominado eclipse horizontal. Ele ocorre quando o Sol e a Lua, em eclipse, estão visíveis ao mesmo tempo. Este tipo de eclipse só é visível quando o eclipse lunar ocorre perto do poente ou antes do nascente.

## Aparência

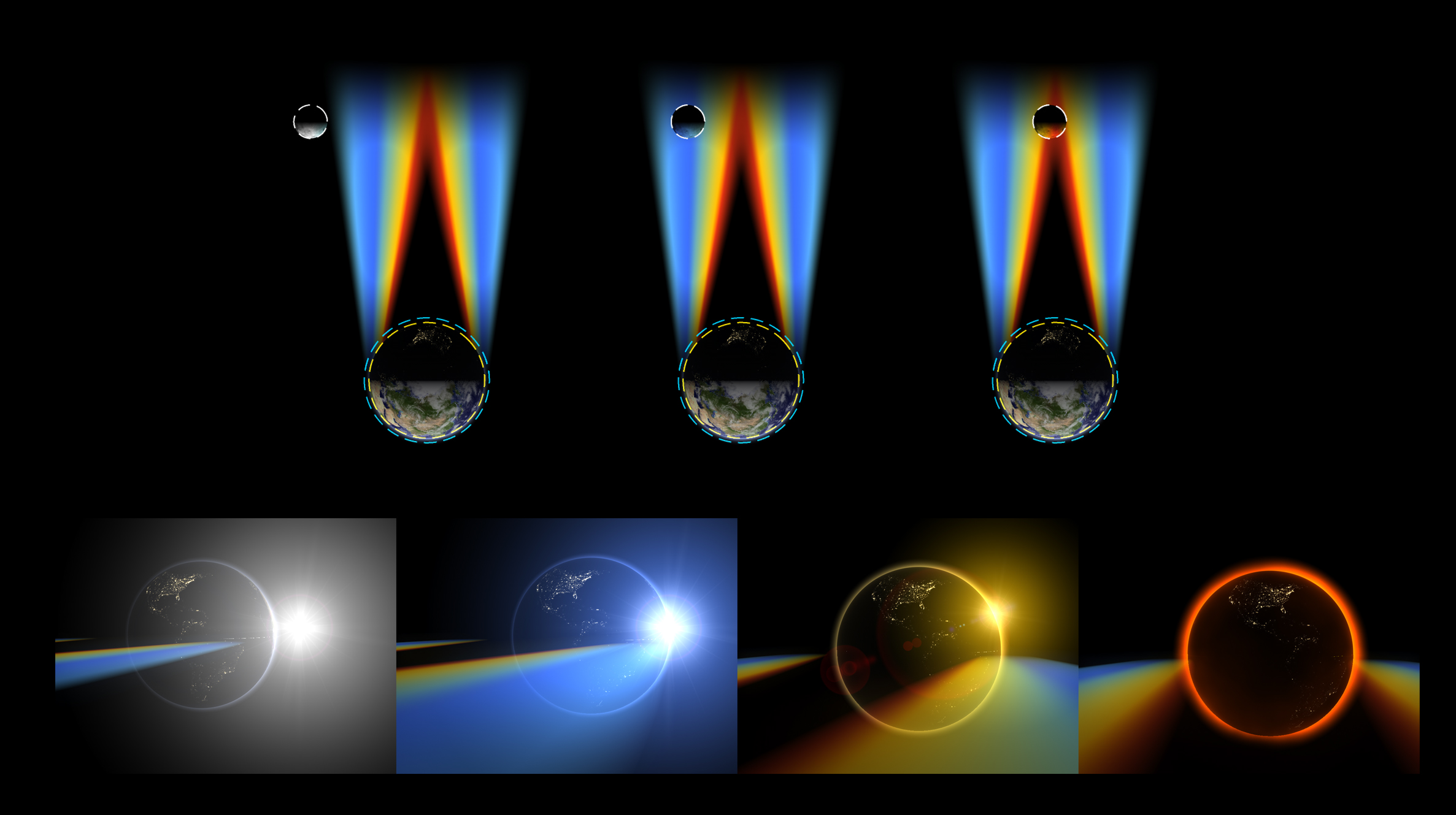
Esquema demonstrando a variação de tons da Lua durante a fase de totalidade.

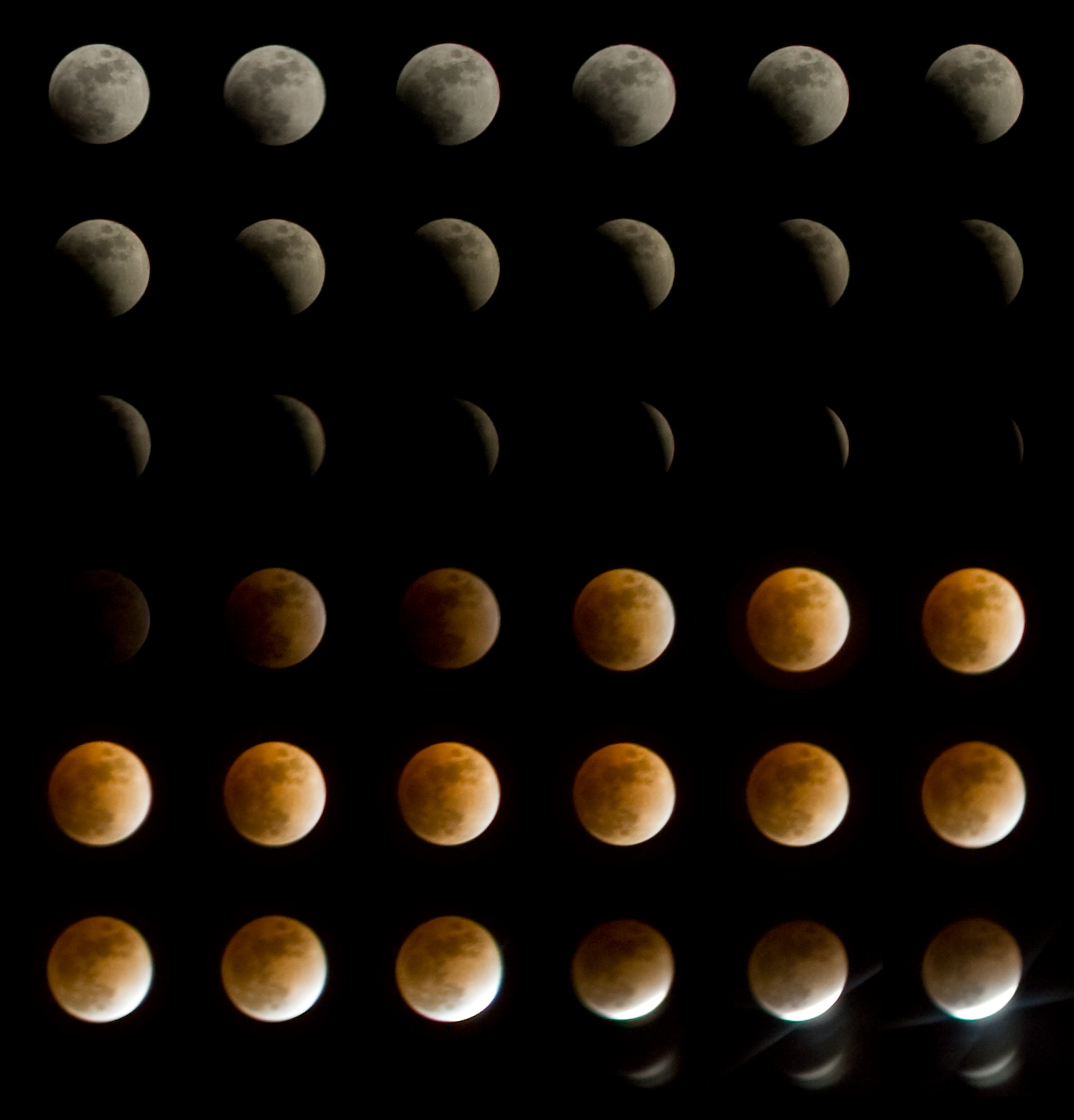
Composição fotográfica mostrando todos os níveis de um eclipse lunar.

A Lua não desaparece completamente na sombra da Terra, mesmo durante um eclipse total, podendo então, assumir uma coloração avermelhada ou alaranjada. Isto é consequência da refração e da dispersão da luz do Sol na atmosfera da Terra que desvia apenas certos comprimentos de onda para dentro da região da umbra. Este fenômeno é conhecido como dispersão de Rayleigh.
Este fenômeno também é responsável pela coloração avermelhada que o céu assume durante o poente e o nascente. De fato se nós observássemos o eclipse a partir da Lua, nós veríamos o Sol se pondo atrás da Terra.

### Escala de Danjon
O astrônomo André-Louis Danjon criou uma escala que veio a receber seu nome para classificar o obscurecimento durante um eclipse lunar. Esta escala vai de 0 a 4ː
- L=0: Eclipse muito escuro, a Lua se torna quase invisível durante a totalidade.
- L=1: Eclipse escuro de cor acinzentada ou próximo do marrom.
- L=2: Eclipse com cor vermelha. A sombra central é muito escura mas as bordas são mais claras.
- L=3: Eclipse cor amarronzada. A borda da sombra é brilhante ou amarela.
- L=4: Eclipse muito brilhante com cor alaranjada. A borda da sombra é brilhante ou azul.

## Ciclos

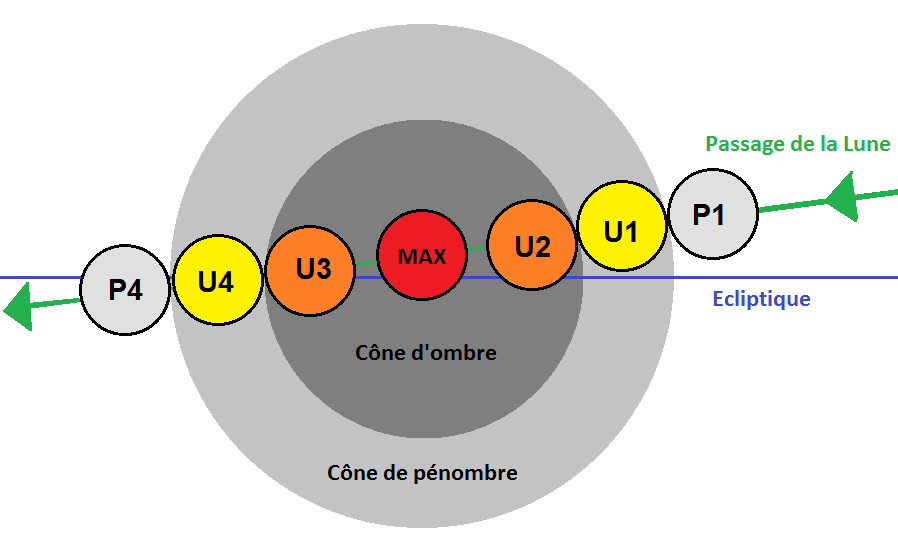
Diagrama mostrando como ocorre um eclipse lunar.

Todos os anos ocorrem pelo menos dois eclipses lunares. A partir da data de um eclipse é possível prever os próximos através de um ciclo de eclipses como o Saros.

## Eclipses lunares 2011-2030
Esta é uma tabela com os eclipses lunares previstos para ocorrer entre os anos 2011 e 2030.
| Data                    | Tipo      | Série Saros | Magnitude umbral | Visibilidade                                                |
| ----------------------- | --------- | ----------- | ---------------- | ----------------------------------------------------------- |
| 15 de junho de 2011     | total     | 130         | 1,700            | América do Sul, Europa, África, Ásia, Austrália             |
| 10 de dezembro de 2011  | total     | 135         | 1,106            | Europa, leste África, Ásia, Austrália, Oceano Pacífico,     |
| 4 de junho de 2012      | parcial   | 140         | 0,370            | Ásia, Austrália, Oceano Pacífico, Américas                  |
| 28 de novembro de 2012  | penumbral | 145         | -0,187           | Europa, leste África, Ásia, Austrália, Oceano Pacífico,     |
| 25 de abril de 2013     | parcial   | 112         | 0,015            | Europa, África, Ásia, Austrália                             |
| 25 de maio de 2013      | penumbral | 150         | -0,934           | Américas, África                                            |
| 18 de outubro de 2013   | penumbral | 117         | -0,272           | Américas, Europa, África, Ásia                              |
| 15 de abril de 2014     | total     | 122         | 1,291            | Austrália, Oceano Pacífico, Américas                        |
| 8 de outubro de 2014    | total     | 127         | 1,166            | Ásia, Austrália, Oceano Pacífico, Américas                  |
| 4 de abril de 2015      | total     | 132         | 1,001            | Ásia, Austrália, Oceano Pacífico, Américas                  |
| 28 de setembro de 2015  | total     | 137         | 1,276            | leste Oceano Pacífico, Américas, Europa, África, oeste Ásia |
| 23 de março de 2016     | penumbral | 142         | -0,312           | Ásia, Austrália, Oceano Pacífico, oeste Américas            |
| 16 de setembro de 2016  | penumbral | 147         | -0,064           | Europa, África, Ásia, Austrália, oeste Oceano Pacífico      |
| 11 de fevereiro de 2017 | penumbral | 114         | -0,035           | Américas, Europa, África, Ásia                              |
| 7 de agosto de 2017     | parcial   | 119         | 0,246            | Europa, África, Ásia, Austrália                             |
| 31 de janeiro de 2018   | total     | 124         | 1,315            | Ásia, Austrália, Oceano Pacífico, oeste América do Norte    |
| 27 de julho de 2018     | total     | 129         | 1,609            | América do Sul, Europa, África, Ásia, Austrália             |
| 21 de janeiro de 2019   | total     | 134         | 1,195            | Oceano Pacífico, Américas, Europa, África                   |
| 16 de julho de 2019     | parcial   | 139         | 0,653            | América do Sul, Europa, África, Ásia, Austrália             |
| 10 de janeiro de 2020   | penumbral | 144         | -0,116           | Europa, África, Ásia, Austrália                             |
| 5 de junho de 2020      | penumbral | 111         | -0,405           | Europa, África, Ásia, Austrália                             |
| 5 de julho de 2020      | penumbral | 149         | -0,644           | Américas, Europa, África                                    |
| 30 de novembro de 2020  | penumbral | 116         | -0,262           | Ásia, Austrália, Oceano Pacífico, Américas                  |
| 26 de maio de 2021      | total     | 121         | 1,009            | leste Ásia, Austrália, Oceano Pacífico, Américas            |
| 19 de novembro de 2021  | parcial   | 126         | 0,974            | Américas, Europa, leste Ásia, Austrália, Oceano Pacífico    |
| 16 de maio de 2022      | total     | 131         | 1,414            | Américas, Europa, África                                    |
| 8 de novembro de 2022   | total     | 136         | 1,359            | Ásia, Austrália, Oceano Pacífico, Américas                  |
| 5 de maio de 2023       | penumbral | 141         | -0,046           | África, Ásia, Austrália                                     |
| 28 de outubro de 2023   | parcial   | 146         | 0,122            | leste Américas, Europa, África, Ásia, Austrália             |
| 25 de março de 2024     | penumbral | 113         | -0,132           | Américas                                                    |
| 18 de setembro de 2024  | parcial   | 118         | 0,085            | Américas, Europa, África                                    |
| 14 de março de 2025     | total     | 123         | 1,178            | Oceano Pacífico, Américas, oeste Europa, oeste África       |
| 7 de setembro de 2025   | total     | 128         | 1,362            | Europa, África, Ásia, Austrália                             |
| 3 de março de 2026      | total     | 133         | 1,151            | leste Ásia, Austrália, Oceano Pacífico, Américas            |
| 28 de agosto de 2026    | parcial   | 138         | 0,930            | leste Oceano Pacífico, Américas, Europa, África             |
| 20 de fevereiro de 2027 | penumbral | 143         | -0,057           | Américas, Europa, África, Ásia                              |
| 18 de julho de 2027     | penumbral | 110         | -1,068           | leste África, Ásia, Austrália, Oceano Pacífico              |
| 17 de agosto de 2027    | penumbral | 148         | -0,525           | Oceano Pacífico, Américas                                   |
| 12 de janeiro de 2028   | parcial   | 115         | 0,066            | Américas, Europa, África                                    |
| 6 de julho de 2028      | parcial   | 120         | 0,389            | Europa, África, Ásia, Austrália                             |
| 31 de dezembro de 2028  | total     | 125         | 1,246            | Europa, África, Ásia, Austrália, Oceano Pacífico            |
| 26 de junho de 2029     | total     | 130         | 1,844            | Américas, Europa, África,                                   |
| 20 de dezembro de 2029  | total     | 135         | 1,117            | Américas, Europa, África, Ásia                              |
| 15 de junho de 2030     | parcial   | 140         | 0,502            | Europa, África, Ásia, Austrália                             |
| 9 de dezembro de 2030   | penumbral | 145         | -0,163           | Américas, Europa, África, Ásia                              |

## Mais longo eclipse lunar total entre 1900 e 2029
| Data                | Duração da fase total |
| ------------------- | --------------------- |
| 16 de Julho de 2000 | 1h47m01s              |
| 6 de Julho de 1982  | 1h46m20s              |
| 27 de Julho de 2018 | 1h43m34s              |
| 26 de Junho de 2009 | 1h42m32s              |
| 4 de Agosto de 1906 | 1h41m48s              |
| 7 de Julho de 2007  | 1h41m29s              |
| 25 de Junho de 1964 | 1h41m25s              |
| 26 de Julho de 1953 | 1h41m22s              |
| 28 de Junho de 2001 | 1h41m16s              |
| 15 de Junho de 2011 | 1h40m52s              |
| 16 de Junho de 2006 | 1h40m49s              |
| 15 de Julho de 1935 | 1h40m16s              |
| 6 de Agosto de 1971 | 1h40m04s              |

O eclipse lunar total mais longo entre 1000 a.C. e 300 d.C. ocorreu em 31 de Maio de 318. Sua fase total teve uma duração de 1h47m14s.

## História
Os astrônomos da Grécia Antiga notaram que durante o eclipse lunar, a borda da sombra era sempre circular. Deduziram, assim, que a Terra poderia ser esférica ou redonda.